# Rocinela americana
Rocinela americana är en kräftdjursart som beskrevs av Schioedte och Frederik Vilhelm August Meinert 1879. Rocinela americana ingår i släktet Rocinela och familjen Aegidae. Inga underarter finns listade i Catalogue of Life.